# QQ Music Awards
QQ Music Awards (em chinês:  QQ音乐巅峰盛典) é um prêmio de música chinês realizado pelo serviço de transmissão de música QQ Music. Sua primeira cerimônia ocorreu em março de 2014.

## Edições
| Ano  | Local da cerimônia         | Cidade sede |
| ---- | -------------------------- | ----------- |
| 2014 | Shenzhen Bay Sports Center | Shenzhen    |
| 2015 | Shenzhen Bay Sports Center | Shenzhen    |
| 2016 | Shenzhen Bay Sports Center | Shenzhen    |